# Michel Gueu

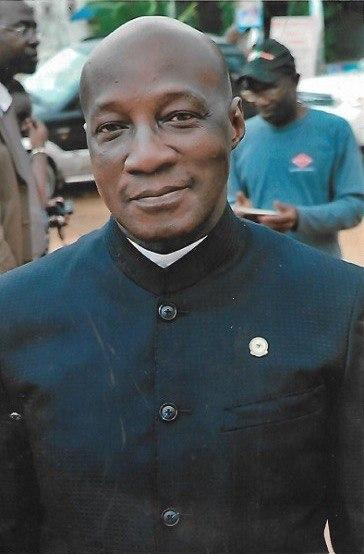
Michel Gueu

Der General Michel Gueu ist ein ivorischer Militär.
Im Januar 2012 war er Général de division (Generalmajor) und wurde zu diesem Zeitpunkt als Befehlshaber des Heeres der Forces armées de Côte d’Ivoire genannt.
Zuletzt Général de corps d’armée  (Generalleutnant) trat er im Dezember 2013 von seinem Posten als Chef d’etat major (etwa: Stabschef) der Ivoirischen Streitkräfte zurück.